# Чернотелка трутовиковая
Черноте́лка трутовико́вая или вонючка берёзовая (лат. Diaperis boleti) — вид жуков из семейства чернотелок (Tenebrionidae).

## Описание

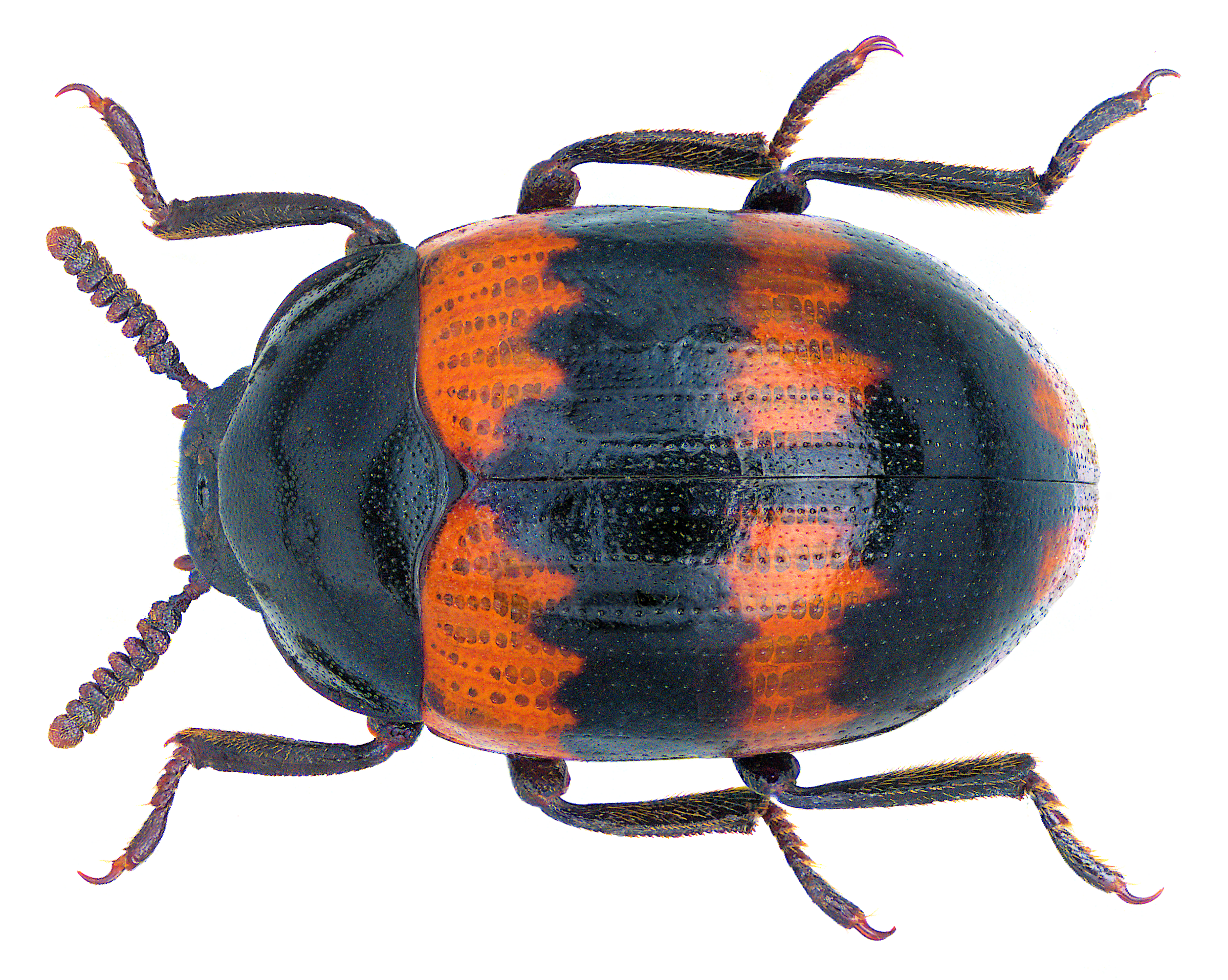

Тело жука длиной до 6—8 мм, сильно выпуклое сверху, овальное. Окраска тела чёрная, лаково-блестящий. На надкрыльях имеются две широкие поперечные полосы (перевязи) жёлтого или жёлто-оранжевого цвета с неровными зубчатыми краями. В случае опасности жук выделяет вещество с очень сильным неприятным запахом.

## Места обитания и ареал
Чернотелка трутовиковая обитает в Европе и в Азии (в Сибири), как правило, в лесной зоне. Основной пищей жука являются молодые плодовые тела  грибов трутовик настоящий, трутовик чешуйчатый, трутовик окаймлённый и других.